# ベルリン市交通局F型電車

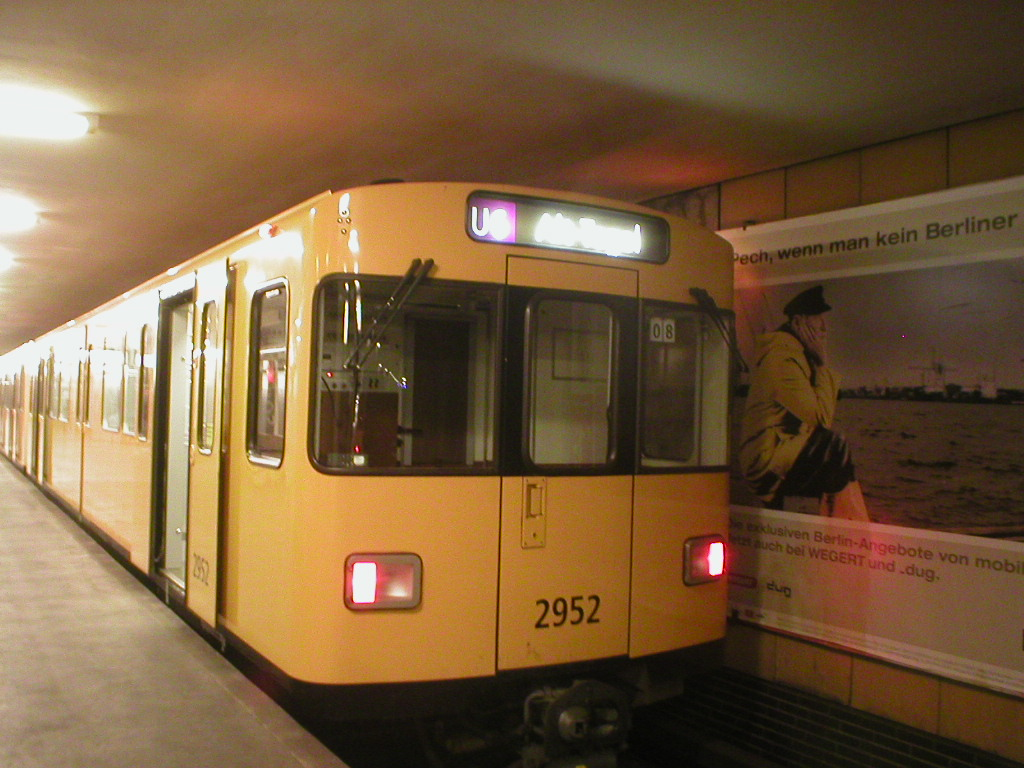
F型電車

F型電車（エフがたでんしゃ）は、ベルリン地下鉄において運用されている電車である。
貫通扉が中央に設けられ、窓周りが黒く縁取られたパノラミックウインドウの前面窓を持つ。側面扉は両開きの引き戸式あるいはプラグ式で、1両あたり2ヶ所設けられている。
西ベルリンでは、D型およびDL型の後継としてこの車両が製造された。これらの列車は、前世代のものと比べ長い、軽金属で作られている、座席の配置がクロスシートであるなどの相違点があった。試作車は1973年に製造され、2006年12月に廃車された。
製造終了後は、1994年にH型に引き継がれた。

## 歴史
1974年から1978年までに68両のF74型電車が納入され、主に9号線に配備された。これによって、同線に配備されていたすべてのD型を置き換えた。なおD型は、6号線に移された。
1980年には37両のF79型電車が導入された。この車両から新しくチョッパ-インバータ制御による三相誘導電動機方式が使用され始め、これは今後のすべての車両でも採用された。これらは3つの種類（F79-1型、F79-2型、およびF79-3型）に分けられた。F79-3型は2003年にユングフェルンハイデでの消防演習のために売却され、残りは2004年から2006年に廃車された。
後にF84型とF87型が続いたが、基本設計に大きな変更はなかった。
1990年以降、BVGはF90型、F92型と呼ばれる車両を増備したが、これにも大きな設計変更はなかった。ただしマイナーな変更として、ドア開閉の静粛化があった。
一部の車両は、2009年8月8日から2017年3月1日まで55号線に配備された。これらには、ベルリンUバーンの既存の路線に接続できなかった2658/59、2660/61、2668/69および2674/75が含まれる。

## 車両情報
| 型式    | 車番                | 製造期間    | 引退      |
| ------- | ------------------- | ----------- | --------- |
| F74型   | 2500/2501–2554/2555 | 1974-75年   |           |
| F76型   | 2556/2557–2636/2637 | 1976-77年   |           |
| F79-1型 | 2638/2639–2670/2671 | 1979-1981年 | 2019      |
| F79-2型 | 2672/2673–2710/2711 | 1979-1980年 | 2021      |
| F79-3型 | 2712/2713–2722/2723 | 1981        | 2003-05年 |
| F84型   | 2724/2725–2800/2801 | 1984-85年   |           |
| F87型   | 2802/2803–2842/2843 | 1986-87年   |           |
| F90型   | 2844/2845–2902/2903 | 1990-91年   |           |
| F92型   | 2904/2905–3012/3013 | 1992-94年   |           |

## 今後の予定
最も早いF型は2020年代までに引退し、I型に置き換えられることが予定されている。
1. ↑  “H型 (BVG) : ベルリンの地下鉄 (U Bahn)・トラム | 車内散策”. europe-train-lab.jp. 2025年8月5日閲覧。